# Siphonclavulina
Siphonclavulina es un género de foraminífero bentónico de estatus incierto, aunque considerado un sinónimo posterior de Tritaxia de la familia Tritaxiidae, de la superfamilia Verneuilinoidea, del suborden Verneuilinina y del orden Lituolida. Su especie tipo es Siphonclavulina trigona. Su rango cronoestratigráfico abarca el Eoceno.

## Discusión
Clasificaciones previas incluían Siphonclavulina en el suborden Textulariina del orden Textulariida, o en el orden Lituolida sin diferenciar el suborden Verneuilinina.

## Clasificación
Siphonclavulina incluye a la siguiente especie:
- Siphonclavulina trigona †